# Spútnik 3

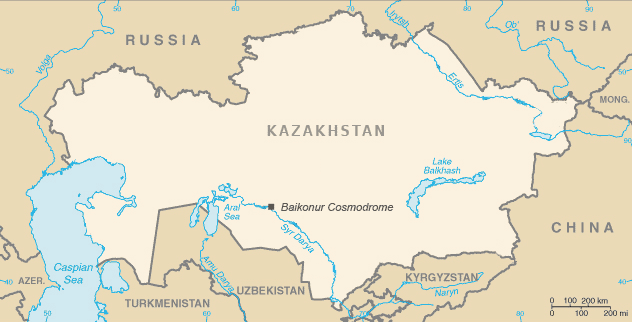
Ubicació del Cosmòdrom de Baikonur

L'Spútnik 3 (en rus: Спу́тник-3) va ser un satèl·lit artificial soviètic llançat 15 de maig del 1958 des del cosmòdrom de Baikonur amb un coet R-7/SS-6 ICBM modificat. Era un satèl·lit de recerca per explorar l'atmosfera superior i l'espai proper. A causa d'una fallada en el mecanisme d'enregistrament, el satèl·lit no va detectar la radiació dels cinturons de Van Allen (ja que el 3 de febrer del 1958, un altre Spútnik 3 va fallar abans).

## Història
El juliol de 1956 l'OKB-1 de la Unió Soviètica va començar el disseny i construcció del primer satèl·lit artificial terrestre, denominat ISZ, amb el nom en clau pel dissenyadors d'"Object D". Aquest disseny va començar el gener de 1956 amb la intenció que el llançament es realitzés durant l'Any Geofísic Internacional.
De fet aquest havia de ser el primer satèl·lit artificial llançat pels soviètics, però en va acabar sent el tercer degut a les dificultats de desenvolupament dels aparells científics i l'equip de comunicació. El coet propulsor era una versió modificada del nou míssil balístic (MBI), R-7 Semiorka que es va denominar 8K71, estava preparat pel llançament abans que el propi satèl·lit. Per evitar que els americans s'avancessin en el llançament del primer satèl·lit artificial, els soviètics van accelerar el disseny i llançament dels senzills satèl·lits "Prosteixi Spútnik 1" ("Sàtel·lit Elemental 1" o PS-1) i l'Spútnik 2 (PS-2). Aquests van ser llançats abans que el més ambiciós satèl·lit "Object D".

## Dades tècniques del vehicle llançador
R-7 Semiorka:
| Vehicle llançador | Codi | Trams | Alçada (m) | Diàmetre base (m) | Pes (t) |
| ----------------- | ---- | ----- | ---------- | ----------------- | ------- |
| Spútnik 3         | 8А91 | 2     | 31         | 10,3              | 269,3   |